# سیریل گاردنر
سیریل گاردنر (انگلیسی: Cyril Gardner؛ ‏ ۳۰ مهٔ ۱۸۹۸ – ۳۰ دسامبر ۱۹۴۲) کارگردان فیلم، بازیگر، تدوین‌گر، فیلم‌نامه‌نویس و تهیه‌کننده فیلم اهل ایالات متحده آمریکا بود.
از فیلم‌هایی که وی در آن‌ها نقش داشته‌است، می‌توان به خانواده سلطنتی برادوی، متجاوز و کسب‌وکار حسابی اشاره نمود.